# Svenskt Derby
Svenskt Derby är en av de klassiska löpningarna inom galoppsporten, som avgörs en söndag i mitten av juli varje år på Jägersro. Derbydagen brukar normalt samla massor av publik och det är en gammal sed att åskådarna ska bära utmärkande hattar (speciellt kvinnor). 
Loppet har ridits varje år sedan 1918, och har den engelska motsvarigheten med anor sedan 1780 som förlaga. Man rider 2400 meter på Jägersros dirttrackbana.
Denna klassiska löpning är öppen endast för 3-åriga hästar, vilket medför att en häst kan delta bara vid ett enda tillfälle. Övriga klassiska löpningar i Sverige är Jockeyklubbens Jubileumslöpning, Dianalöpning, Svenskt Oaks och Svenskt S:t Leger.

## Segrare
| År   | Häst               | Land           | Jockey             | Tränare                 |
| ---- | ------------------ | -------------- | ------------------ | ----------------------- |
| 2025 | Celtic Lullaby     | Irland         | Nicolaj Stott      | Nina Lindberg Lensvik   |
| 2024 | Schamyl            | Danmark        | Sandro De Paiva    | Jan-Erik Neuroth        |
| 2023 | Ayani              | Storbritannien | Oliver Wilson      | Jessica Long            |
| 2022 | Hard One To Please | Irland         | Oliver Wilson      | Annike Bye Hansen       |
| 2021 | Stroxx Carlras     | Irland         | Nikolaj Stott      | Rikke Rohbach Bonde     |
| 2020 | Bullof Wall Street | USA            | Carlos Lopez       | Niels Petersen          |
| 2019 | Red Cactus         | USA            | Eduardo Pedroza    | Bent Olsen              |
| 2018 | Nordic Defense     | Frankrike      | Carlos Lopez       | Niels Petersen          |
| 2017 | Dorcia             | Storbritannien | Carlos Lopez       | Lennart Reuterskiöld Jr |
| 2016 | Duke of Burden     | Irland         | Carlos Lopez       | Lennart Reuterskiöld Jr |
| 2015 | Bokan              | Frankrike      | Jan-Erik Neuroth   | Wido Neuroth            |
| 2014 | Duke Derby         | Irland         | Per-Anders Gråberg | Niels Petersen          |
| 2013 | Hurricane Red      | Irland         | Elione Chaves      | Lennart Reuterskiöld Jr |
| 2012 | Bomar              | Irland         | Fredrik Johansson  | Wido Neuroth            |
| 2011 | Without Fear       | Frankrike      | Fredrik Johansson  | Arnfinn Lund            |
| 2010 | Moe Green          | Irland         | Rafael Schistl     | Francisco Castro        |
| 2009 | Handsome Hawk      | Irland         | Fredrik Johansson  | Wido Neuroth            |
| 2008 | Swing That Cat     | USA            | Manuel Martinez    | Fredrik Reuterskiöld    |
| 2007 | Appel au Maitre    | Frankrike      | Fredrik Johansson  | Wido Neuroth            |
| 2006 | Mad Dog Slew       | USA            | Manuel Martinez    | Fredrik Reuterskiöld    |
| 2005 | Albany Hall        | Irland         | Mark Larsen        | Flemming Poulsen        |
| 2004 | Zenato             | Tyskland       | Lennart Hammer     | Fredrik Reuterskiöld    |
| 2003 | Organizer          | Norge          | John Fortune       | Wido Neuroth            |
| 2002 | Val de Mar         | Frankrike      | Fredrik Johansson  | Wido Neuroth            |
| 2001 | Final Care         | Storbritannien | Kim Andersen       | Wido Neuroth            |
| 2000 | Double Net         | Irland         | Nicholas Cordrey   | Bruno Nilsson           |
| 1999 | Valley Chapel      | Irland         | Fredrik Johansson  | Wido Neuroth            |
| 1998 | Exaltation         | USA            | Stanley Chin       | Wido Neuroth            |
| 1997 | Chirac             | Storbritannien | Fredrik Johansson  | Wido Neuroth            |
| 1996 | Palatal            | USA            | Fredrik Johansson  | Flemming Poulsen        |
| 1995 | Bloomerace         | Sverige        | Janos Tandari      | Tommy Gustafsson        |
| 1994 | Hooter             | Sverige        | Janos Tandari      | Tommy Gustafsson        |
| 1993 | Lorofino           | Norge          | Gunnar Nordling    | Wido Neuroth            |
| 1992 | Cosmos Streak      | Sverige        | Russel Muggeridge  | Hubert Doria            |
| 1991 | Tao                | Danmark        | Lester Piggott     | Andreas Wöhler          |
| 1990 | Trivial Pursuit    | Sverige        | Gunnar Nordling    | Wido Neuroth            |
| 1989 | Kvicken            | Danmark        | Janos Tandari      | Karl Strasser           |
| 1988 | Scoop              | Danmark        | Serge Vaché        | Bengt Bengtsson         |
| 1987 | Linardo            | Sverige        | Steve Cauthen      | Bengt Bengtsson         |
| 1986 | Joy For Jim        | Sverige        | Gunnar Nordling    | Sam W. Friberg          |